# 1996년 하계 올림픽 아제르바이잔 선수단
1996년 하계 올림픽 아제르바이잔 선수단은 미국 애틀랜타에서 개최된 1996년 하계 올림픽에 참가한 올림픽 아제르바이잔 선수단이다.

## 메달 집계

### 종목별 참가 선수 및 메달 집계

#### 종목별 메달 집계
| 종목   | 1 | 2 | 3 | 합계 |
| 레슬링 | 0 | 1 | 0 | 1    |
| 합계   | 0 | 1 | 0 | 1    |

#### 종목별 참가 선수
| 종목   | 참가 선수 | 1 | 2 | 3 | 메달 합계 |
| 다이빙 | 1         |   |   |   |           |
| 레슬링 | 8         |   | 1 |   | 1         |
| 복싱   | 2         |   |   |   |           |
| 사격   | 2         |   |   |   |           |
| 수영   | 1         |   |   |   |           |
| 역도   | 2         |   |   |   |           |
| 유도   | 2         |   |   |   |           |
| 육상   | 4         |   |   |   |           |
| 펜싱   | 1         |   |   |   |           |
| 합계   | 23        | 0 | 1 | 0 | 1         |

### 메달리스트
| 메달   | 이름                | 종목   | 세부 종목         |
| ------ | ------------------- | ------ | ----------------- |
| 은메달 | 나미크 아브둘라예프 | 레슬링 | 남자 자유형 -52kg |

## 종목별 성적

### 복싱
| 선수 | 세부 종목 | 64강           | 32강           | 16강           | 8강            | 준결승         | 결승           | 결승 |
| 선수 | 세부 종목 | 상대 선수 결과 | 상대 선수 결과 | 상대 선수 결과 | 상대 선수 결과 | 상대 선수 결과 | 상대 선수 결과 | 순위 |

### 육상

#### 남자
트랙 / 도로 경기
| 선수 | 세부 종목 | 1차 예선 | 1차 예선 | 2차 예선 | 2차 예선 | 준결선 | 준결선 | 결선 | 결선      |
| 선수 | 세부 종목 | 기록     | 순위     | 기록     | 순위     | 기록   | 순위   | 기록 | 최종 순위 |

필드 경기
| 선수 | 세부 종목 | 예선 | 예선 | 결선 | 결선      |
| 선수 | 세부 종목 | 기록 | 순위 | 기록 | 최종 순위 |

#### 여자
트랙 / 도로 경기
| 선수 | 세부 종목 | 1차 예선 | 1차 예선 | 2차 예선 | 2차 예선 | 준결선 | 준결선 | 결선 | 결선      |
| 선수 | 세부 종목 | 기록     | 순위     | 기록     | 순위     | 기록   | 순위   | 기록 | 최종 순위 |

필드 경기
| 선수 | 세부 종목 | 예선 | 예선 | 결선 | 결선      |
| 선수 | 세부 종목 | 기록 | 순위 | 기록 | 최종 순위 |

## 참고 자료
- (영어) “Azerbaijan at the 1996 Atlanta Summer Games”. SR/Olympic Sports. 2011년 9월 14일에 원본 문서에서 보존된 문서. 2011년 10월 15일에 확인함.